# Jon Loman
Jon Olsson-Loman, född 11 oktober 1885 i Rättvik, död 20 juni 1937 i Tidaholm, var en svensk målare och illustratör.
Han var son till soldaten och kolaren Olof Loman och hans hustru Anna och från 1918 gift med Ebba Loman (som ogift Lindberg). Han var bror till Anders Loman. Han studerade vid Althins målarskola i Stockholm. Separat ställde han ut i bland annat Gävle, Uppsala, Eskilstuna, Skövde, Hjo och Örebro. Tillsammans med sin bror och W. Urskogen ställde han ut i Västerås 1916. Bland hans offentliga arbeten märks väggmålningar för Hjo baptistkyrka, Skara baptistkyrka och Östra Skaraborgs läns sjukhem. Hans konst består av stilleben, figurer, porträtt, landskap och kyrkomålningar med bibliska motiv utförda i olja, akvarell eller gouache. Som illustratör medverkade han i Salaposten och han utförde illustrationsarbeten för tidskrifter och böcker.